# Келли, Дэвид Патрик
Дэ́вид Па́трик Ке́лли (англ. David Patrick Kelly; род. 23 января 1951, Детройт, Мичиган) — американский актёр и музыкант, известный по ролям в фильмах «Ворон», «Воины» и «Коммандо», а также по роли Джерри Хорна в телесериале «Твин Пикс».

## Биография
Дэвид Патрик Келли родился 23 января 1951 года в Детройте, штат Мичиган, США, и был одним из семи детей в семье Маргарет Мёрфи Келли (1915—2010) и Роберта Келли-старшего (1909—1981). Учился в Старшей Школе Бишопа Галлахера. Окончил Университет Детройт Мерси.

## Карьера

### Актёр
Дэвид Патрик Келли дебютировал в 1979 году в культовом фильме «Воины», где исполнил главную отрицательную роль. Затем последовали второстепенные роли в других известных фильмах — «Коммандо» с Арнольдом Шварценеггером, «Ворон» с Брэндоном Ли, «Герой-одиночка» с Брюсом Уиллисом и многие другие. Помимо этого снимался во второстепенной роли Джерри Хорна в сериале «Твин Пикс», принёсшей ему известность. Также часто появляется в фильмах Спайка Ли.

### Музыкант
Дэвид Патрик Келли умеет играть на гитаре и мандолине. В 2005 году в фильме Любовь и сигареты звучит песня, исполненная Дэвидом — Banks Of The Ohio. В мае 2008 года выпустил сольный альбом David Patrick Kelly: Rip Van Boy Man.

## Личная жизнь
В 2005 году женился на Джулианне Фрэнсис. 26 ноября 2008 года, у них родилась дочь — Маргарет Джейн Келли.

## Фильмография
| Год       |   | Русское название                    | Оригинальное название            | Роль                              |
| --------- | - | ----------------------------------- | -------------------------------- | --------------------------------- |
| 1979      | ф | Воины                               | The Warriors                     | Лютер                             |
| 1982      | ф | Хэммет                              | Hammet                           | панк                              |
| 1982      | ф | Сорок восемь часов                  | 48 Hrs.                          | Лютер                             |
| 1984      | ф | Бегство от сна                      | Dreamscape                       | Томми Рэй Глатман                 |
| 1985      | с | Полиция Майами: Отдел нравов        | Miami Vice                       | Джерри                            |
| 1985      | ф | Коммандо                            | Commando                         | Салли                             |
| 1985      | с | Детективное агентство «Лунный свет» | Moonlighting                     | МакБрайд                          |
| 1988      | ф | Дешёвые шутки                       | Cheap Shots                      | Арнольд Познер                    |
| 1988      | ф | Пенн и Теллер убиты                 | Penn & Teller Get Killed         | фанат                             |
| 1990      | ф | Дикие сердцем                       | Wild at Heart                    | Дропшэдоу                         |
| 1990      | ф | Приключения Форда Фэрлейна          | The Adventures of Ford Fairlane  | Сэм                               |
| 1990—1991 | с | Твин Пикс                           | Twin Peaks                       | Джерри Хорн                       |
| 1992      | ф | Твин Пикс: Сквозь огонь             | Twin Peaks: Fire Walk with Me    | Джерри Хорн                       |
| 1994      | ф | Ворон                               | The Crow                         | Ти-Бёрд                           |
| 1996      | ф | Потрошитель                         | Ripper                           | Джо Фальконетти / Joey Falconetti |
| 1996      | ф | Не будите спящую собаку             | Flirting with Disaster           | Фриц Будро                        |
| 1996      | ф | Похороны                            | The Funeral                      | Майкл Штэйн                       |
| 1996      | ф | Герой-одиночка                      | Last Man Standing                | Дойл                              |
| 2001      | ф | Планета Ка-Пэкс                     | K-PAX                            | Хоуви                             |
| 2005      | ф | Всё или ничего                      | The Longest Yard                 | Ангер                             |
| 2006      | ф | Флаги наших отцов                   | Flags of Our Fathers             | президент Гарри С. Трумэн         |
| 2007      | с | Похищенный                          | Kidnapped                        | Курсо                             |
| 2008      | с | Закон и порядок                     | Оригинальное название неизвестно | Джош Перлберг                     |
| 2014      | ф | Джон Уик                            | John Wick                        | Чарли                             |
| 2015      | ф | Чирак                               | Chi-Raq                          | генерал Кинг Конг                 |
| 2017      | ф | Джон Уик 2                          | John Wick: Chapter Two           | Чарли                             |
| 2017      | с | Твин Пикс                           | Twin Peaks                       | Джерри Хорн                       |

## Награды и номинации
Келли сыграл в фильме Дэвида Линча «Дикое сердце», который получил Золотую пальмовую ветвь в Каннах в 1990 году.
В 1998 году получил премию Obie за работу в театре в авангардном стиле.